# Bronisław Krystall
Bronisław Krystall (Bairach) (ur. 1887, zm. 10 lutego 1983 w Warszawie) – polski przedsiębiorca, filozof, kolekcjoner i mecenas sztuki żydowskiego pochodzenia, mąż skrzypaczki Izabelli Krystall.

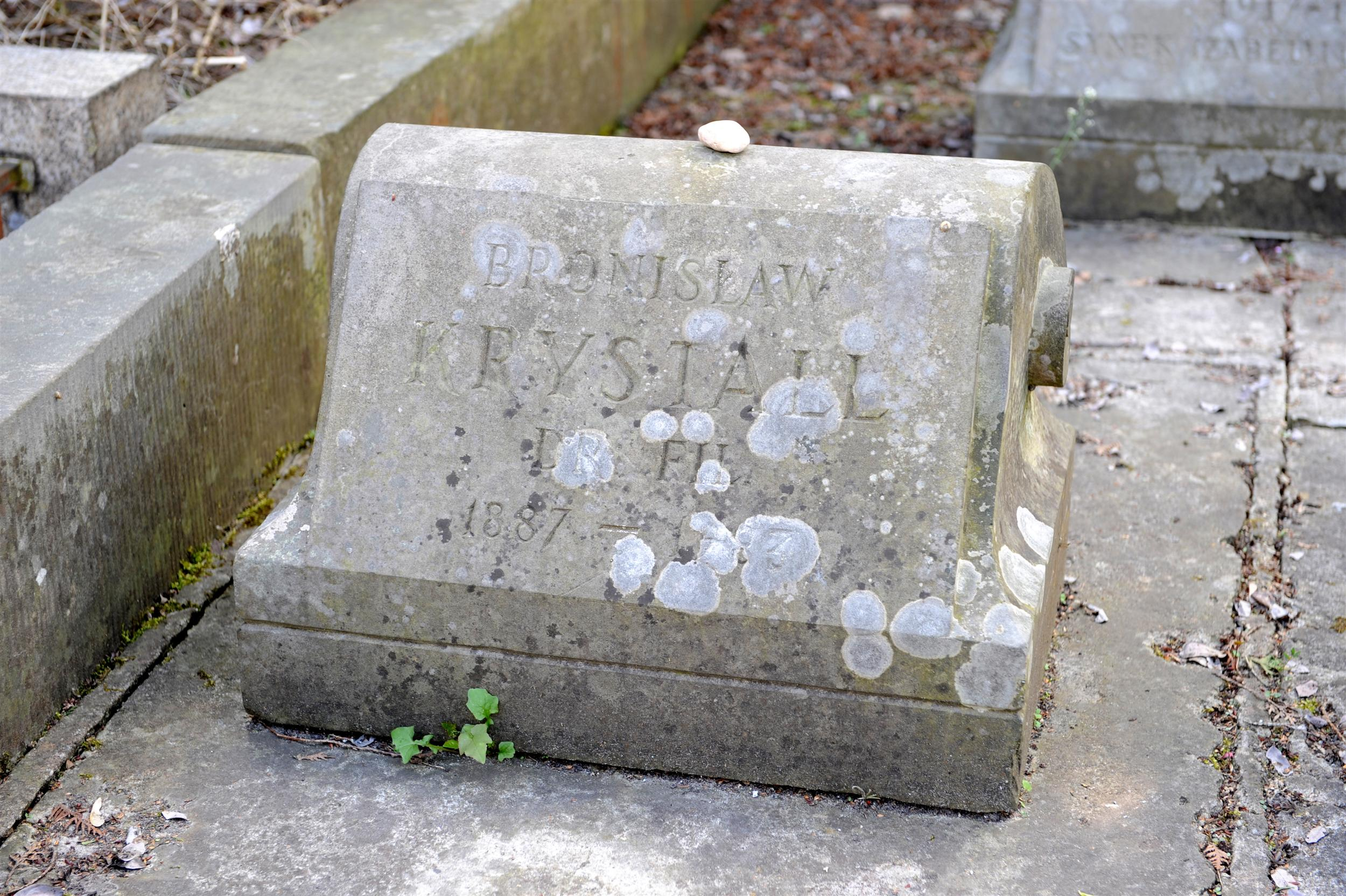
Grób Bronisława Krystalla na cmentarzu żydowskim w Warszawie

## Życiorys
Jego ojcem był Izrael Szmul Kryształ.
Przed II wojną światową kupował dzieła współczesnych wybitnych artystów m.in. Henryka Kuny, Leona Wyczółkowskiego, Jacka Malczewskiego, Wojciecha Kossaka, Józefa Brandta i Józefa Chełmońskiego. Posiadał wielką kolekcję malarstwa, rycin i rzeźby. Część z posiadanych dzieł jeszcze przed wojną przekazał Muzeum Narodowemu w Warszawie, stając się jego pierwszym prywatnym darczyńcą. Był także fundatorem utworu Stabat Mater Karola Szymanowskiego (obecnie w zbiorach Biblioteki Narodowej).
Przez wiele lat mieszkał w hotelu Bristol i hotelu Europejskim. Zdeponowane przed wybuchem wojny w Muzeum Narodowym zbiory zapisał placówce w testamencie.
Pochowany jest obok żony i syna na cmentarzu żydowskim przy ulicy Okopowej w Warszawie (kwatera 10, rząd 2).
Jego siostrą była Cecylia Mackiewiczowa, żona neurologa Jakuba Mackiewicza.

## Twórczość
- Bronisław Krystall, Wie ist Kunstgeschichte als Wissenschaft möglich? : ein kritischer Versuch, Halle an Saale 1910
- Bronisław Krystall, Zagadnienia oświaty akademickiej : Wydział Nauk Wojskowych, Fakultet Teologiczny, Estetykum, Warszawa, po 4 VII 1917